# Усадище (Колчановское сельское поселение)
Усадище — деревня в Колчановском сельском поселении Волховского района Ленинградской области.

## История
Деревня Усадище (Масельга), при Масельском погосте, упоминается на карте Санкт-Петербургской губернии Ф. Ф. Шуберта 1834 года.

УСАДИЩЕ — деревня принадлежит коллежскому советнику Корсакову, число жителей по ревизии: 50 м. п., 49 ж. п.

При оной: церковь деревянная во имя Рождества Пресвятой Богородицы. (1838 год)

Деревня Усадище (Масельга) Масельского погоста, отмечена на карте Ф. Ф. Шуберта 1844 года.

УСАДИЩЕ — деревня статского советника Корсакова, по просёлочной дороге, число дворов — 22, число душ — 57 м. п. (1856 год)

УСАДИЩЕ — деревня владельческая при реке Масельге, число дворов — 20, число жителей: 57 м. п., 21 ж. п.; Волостное правление. (1862 год)

В 1863—1864 годах временнообязанные крестьяне деревни выкупили свои земельные наделы у С. Н. Корсакова и стали собственниками земли.

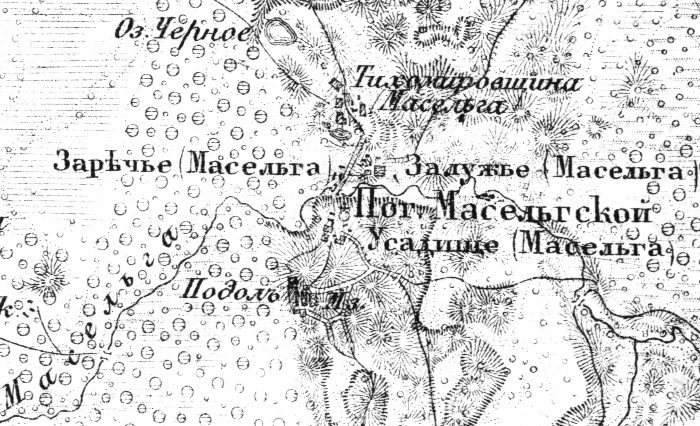
Деревня Усадище на карте Ф. Ф. Шуберта 1872 года

Согласно военно-топографической карте 1872 года деревня называлась Усадище (Масельга). В деревне находилась часовня и «Погост Масельгской».
Сборник Центрального статистического комитета описывал её так:

УСАДИЩА — деревня бывшая владельческая при речке Масельге, дворов — 30, жителей — 130; земская почтовая станция, школа, лавка, постоялый двор. (1885 год)

Согласно материалам по статистике народного хозяйства Новоладожского уезда 1891 года, имение при селении Усадище площадью 942 десятины принадлежало местным крестьянам М. и Ф. Фирсовым, имение было приобретено в 1875 году за 1014 рублей.
В конце XIX — начале XX века деревня административно относилась к Усадище-Масельгской волости 3-го стана Новоладожского уезда Санкт-Петербургской губернии.
По данным «Памятной книжки Санкт-Петербургской губернии» за 1905 год деревня называлась Усадища.
Согласно военно-топографической карте Петроградской и Новгородской губерний 1915 года деревня называлась Усадище (Масельга) и вместе с деревнями Заречье, Залужье и Тихомировщина, относилась к Масельгскому погосту.
С 1917 по 1921 год деревня Усадище входила в состав Усадищенского сельсовета Усадище-Масельгской волости Новоладожского уезда.
С 1922 года в составе Масельгского сельсовета Волховского уезда.
С 1923 года в составе Колчановской волости.
С 1927 года в составе Волховского района.
В 1928 году население деревни Усадище составляло 235 человек.
По данным 1933 года деревня Усадище являлась административным центром Массельгского сельсовета Волховского района, в который входили 6 населённых пунктов: деревни Загрядище, Залужье, Надозерье, Подолково, Тихомировщина, Усадище, общей численностью населения 1328 человек.
По данным 1936 года в состав Масельгского сельсовета входили 6 населённых пунктов, 290 хозяйств и 6 колхозов.
С 1946 года в составе Новоладожского района.
С 1954 года вновь в составе Усадищенского сельсовета.
В 1961 году население деревни Усадище составляло 112 человек.
С 1963 года в составе Масельгского сельсовета Волховского района.
По данным 1966 года деревня Усадище также входила в состав Масельгского сельсовета.
По данным 1973 и 1990 годов деревня Усадище входила в состав Колчановского сельсовета.
В 1997 году в деревне Усадище Колчановской волости проживали 106 человек, в 2002 году — 89 человек (русские — 97 %).
В 2007 году в деревне Усадище Колчановского СП — также 89, в 2010 году — 73 человека.

## География
Деревня расположена в центральной части района на автодороге 41К-398 (Усадище — Тихомировщина).
Расстояние до административного центра поселения — 21 км. Расстояние до районного центра — 43 км.
Расстояние до ближайшей железнодорожной станции Лунгачи — 15 км.
Деревня находится на левом берегу реки Масельга.

## Демография
| 1838 | 1862 | 1885 | 1997 | 2002 | 2007 | 2010 |
| ---- | ---- | ---- | ---- | ---- | ---- | ---- |
| 99   | ↘78  | ↗130 | ↘106 | ↘89  | →89  | ↘73  |
| 2013 | 2017 |      |      |      |      |      |
| ↗97  | ↘78  |      |      |      |      |      |

### Национальный состав
По данным Всероссийской переписи населения 2021 года в деревне проживали 68 человек, из них:
 русские — 59, украинцы — 3, азербайджанцы — 1, армяне — 1, грузины — 1, таджики — 1, тувинцы — 1, не указали национальность — 1 человек.

## Улицы
Заречная, Подолковская.